# Metropolia starozagorska
Metropolia starozagorska – jedna z eparchii Bułgarskiego Kościoła Prawosławnego, z siedzibą w Starej Zagorze.  Jej obecnym ordynariuszem jest metropolita Cyprian (Kazandżiew). Funkcję katedry pełni sobór św. Dymitra w Starej Zagorze.
Struktury chrześcijańskie istniały na terenie dzisiejszej metropolii już przed IV wiekiem naszej ery, wchodząc w skład Patriarchatu Konstantynopolitańskiego. Metropolia we współczesnym kształcie została powołana po odzyskaniu przez Bułgarię niepodległości w 1878. Jej funkcjonowanie nie zostało jednak zatwierdzone przez władze świeckie i stąd niemożliwy był wybór pierwszego ordynariusza. Z polecenia egzarchy Bułgarii Józefa strukturami eparchii zarządzał tymczasowo archimandryta Maksym. Pierwszym biskupem starozagorskim został w 1896 Metody (Kusew).
Eparchia dzieli się na sześć dekanatów z 223 czynnymi cerkwiami. Działają ponadto cztery klasztory:
- monaster św. Mikołaja w Mygliżu, żeński
- monaster Wprowadzenia Matki Bożej do Świątyni w Kazanłyku, żeński
- monaster św. Atanazego Wielkiego w Złatnej liwadzie, żeński
- monaster Narodzenia Pańskiego w Szipce, męski

## Metropolici starozagorscy[3]
- Metody (Kusew), 1896–1922
- Paweł (Konstantinow), 1922–1940
- Klemens (Kinow), 1940–1967
- Pankracy (Donczew), 1967–1998
- Galakcjon (Tabakow), 1998–2016
- Cyprian (Kazandżiew), od 2016[5]